# Transatlantycki kabel telegraficzny

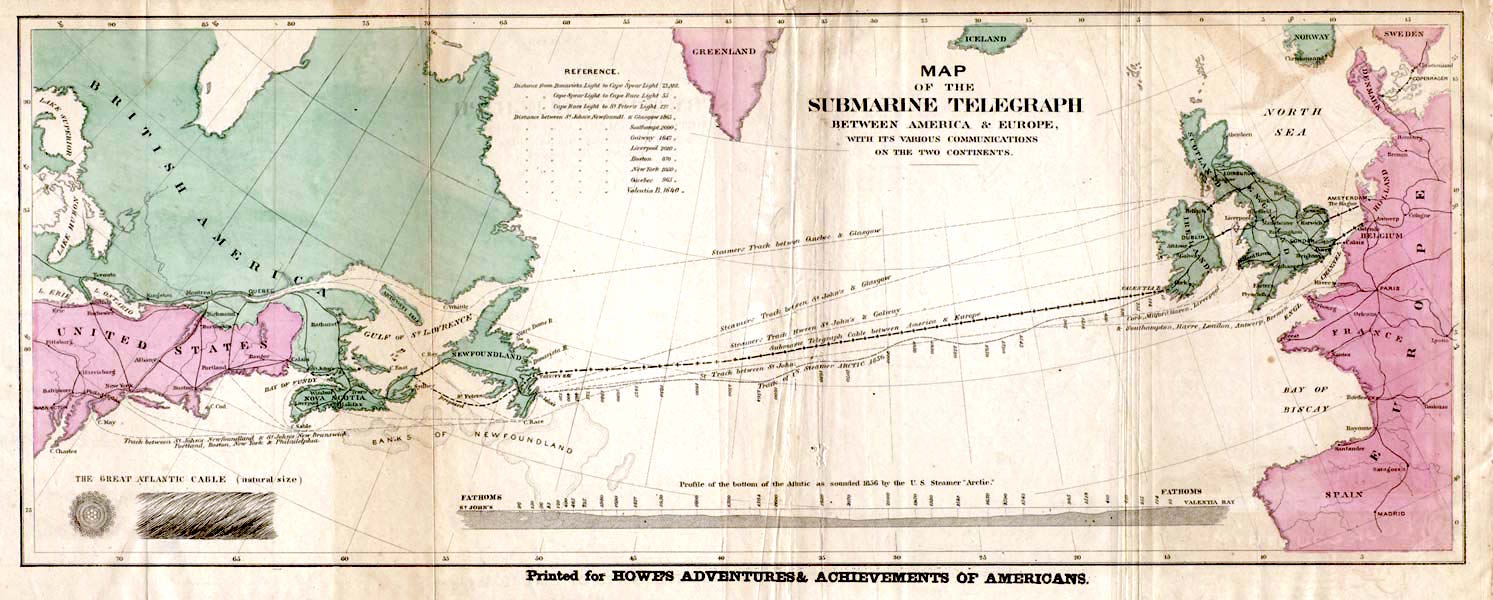
Mapa z 1858 z zaznaczoną trasą kabla transatlantyckiego

Pierwszy transatlantycki kabel telegraficzny został położony na dnie Atlantyku w 1866 r. pomiędzy miejscowościami Foilhommerum na wyspie Valentia (zachodnia Irlandia) a Heart's Content na wschodnim wybrzeżu Nowej Fundlandii. Łączył on Amerykę Północną z Europą, skracając do kilku minut czas potrzebny na dostarczenie wiadomości między nimi. Poprzednio używano w tym celu statków, co trwało około dziesięciu dni. W okresie dziewięciu lat podjętych zostało pięć prób położenia kabla: w 1857, 1858 (dwie próby), 1865 i 1866 – nim ostatecznie ustanowiono połączenie przy użyciu statku SS Great Eastern, korzystając z kabla z 1866 oraz zreperowanego kabla z 1865. Dodatkowe linie łączące Foilhommerum z Heart’s Content położono w latach 1873, 1874, 1880 i 1890. Pod koniec XIX wieku Amerykę Północną łączyła z Europą sieć podmorskich linii telegraficznych, będących własnością przedsiębiorstw brytyjskich, francuskich, niemieckich i amerykańskich.
Człowiekiem, który stał za ustanowieniem pierwszego połączenia tego typu był Cyrus West Field. Pierwszym oficjalnym telegramem wysłanym przez kabel transatlantycki był telegram z gratulacjami, wysłany przez królową Wiktorię do prezydenta USA Jamesa Buchanana 16 sierpnia 1858. Kabel ten uległ zniszczeniu miesiąc później, gdy Wildman Whitehouse przeciążył go, próbując użyć zbyt wysokiego napięcia, co miało zwiększyć prędkość przesyłu telegramów. Wkrótce pod naciskiem opinii publicznej i inwestorów podjęto prace nad przywróceniem połączenia. Kolejną zakończoną sukcesem próbę podjęto w 1865, przy użyciu znacznie ulepszonego kabla, ostatecznie ustanawiając połączenie 18 lipca 1866. Wkrótce potem naprawiono i oddano do użytku kabel z 1865.
Umowa międzynarodowa zawarta 14 marca 1884 Paryżu zakazała niszczenia lub uszkadzania kabli podmorskich, sądem właściwym do rozpoznania jest sąd przynależności statku, na pokładzie którego popełniono przestępstwo. Stronami jest obecnie 36 państw.

## Pochodzenie koncepcji
Po tym, jak William Cooke i Charles Wheatstone wprowadzili do użytku pracujący telegraf w 1839, idea połączenia Europy i Ameryki podmorskim kablem zaczęła być rozpatrywana jako możliwa do realizacji w przyszłości. Na początku lat 40. XIX wieku Samuel Morse głosił, iż wierzy w to, że dekada ta będzie okresem eksperymentów z podmorskimi kablami i zdobywania wiedzy niezbędnej do ich skonstruowania. Rzeczywiście, kulminacją tych badań i eksperymentów było oddanie do użytku w 1850 sprawnego kabla łączącego Wielką Brytanię i Francję. W tym samym roku katolicki biskup Nowej Fundlandii zaproponował zbudowanie linii telegraficznej łączącej St. John’s z Cape Ray oraz poprowadzenie kabli dnem Rzeki Świętego Wawrzyńca z Cape Ray do Nowej Szkocji przez Cieśninę Cabota. Podobny plan w tym samym czasie ogłosił Frederick Newton Gisborne, inżynier z Nowej Szkocji. Wiosną 1851 otrzymawszy grant od władz Nowej Fundlandii, założył przedsiębiorstwo, które podjęło się wykonania tego zadania. Jednakże dwa lata później przedsiębiorstwo upadło, a Gisborne został aresztowany za niepłacenie długów. W następnym roku Gisborne został zaproszony przez Cyrusa West Fielda celem omówienia projektu położenia kabla telegraficznego łączącego Amerykę Północną z Europą dnem Atlantyku. Field nie znał się na oceanografii ani na kablach podmorskich. Skonsultował się z autorytetem w dziedzinie oceanografii, Matthew Maurym, a także z Morse'em. Field opracował koncepcję kabla transatlantyckiego w oparciu o plany Gisborne’a, które rozwinął i zaadaptował do potrzeb znacznie większego projektu, po czym rozpoczął promowanie przedsiębiorstwa New York, Newfoundland and London Telegraph Company i jego projektu kabla transatlantyckiego.

## Z Saint John’s do Nowej Szkocji
Pierwszym krokiem do realizacji projektu kabla transatlantyckiego było wykonanie połączenia dnem Cieśniny Cabota w Zatoce Świętego Wawrzyńca. Pierwsza próba podjęta w 1855 była nieudana, w połowie drogi kabel musiano odciąć, by uchronić od zatonięcia barkę, z której go kładziono. Następnego lata udało się położyć kabel między Cape Ray na Nowej Fundlandii a Aspy Bay w Nowej Szkocji przy użyciu parowca.

## Kabel transatlantycki
Wykonaniem projektu kabla transatlantyckiego zajmował się Fields wraz z Charlesem Brightem jako głównym inżynierem. Przeprowadzono specjalistyczne badania na projektowanej trasie kabla, by ustalić, czy projekt jest technicznie wykonalny. Prace były finansowane ze sprzedaży udziałów w Atlantic Telegraph Company. Jedną czwartą kapitału zainwestował sam Fields, reszta napływała ze źródeł brytyjskich i amerykańskich.
Rdzeń kabla składał się z siedmiu pojedynczych drutów z czystej miedzi o masie 26 kg/km każdy, które były izolowane trzema warstwami gutaperki, ważącymi 64 kg/km. Te z kolei owinięte były osiemnastoma pasami smołowanych konopii, każdy z siedmiu przewodów oddzielnie, a całość skręcono w zamkniętą spiralę. Cała konstrukcja ważyła 550 kg/km (ok. 1 tony na milę morską), będąc przy tym wystarczająco elastyczna i wytrzymała. Kabel wykonały wspólnie dwa brytyjskie przedsiębiorstwa: Glass, Elliot & Co. z Greenwich i R. S. Newall & Co. z Liverpoolu.
Brytyjski rząd udzielił Fieldowi subsydium w wysokości 1400 funtów rocznie oraz użyczył statków, z których kładziono kabel. Field ubiegał się też o pomoc w Kongresie USA.
Pierwsza próba poczyniona w 1857 zakończyła się fiaskiem. Jednostkami, z których kładziono kabel, były adaptowane okręty wojenne HMS Agamemnon i USS Niagara. Operację rozpoczęto na mieliźnie nieopodal zamku Ballycarbery w hrabstwie Kerry, na południowo-zachodnim wybrzeżu Irlandii 5 sierpnia 1857. Kabel złamał się już pierwszego dnia, został podniesiony i zreperowany, lecz złamał się ponownie na głębokości ok. 3200 metrów. Po tym zdarzeniu na rok zaprzestano prób.

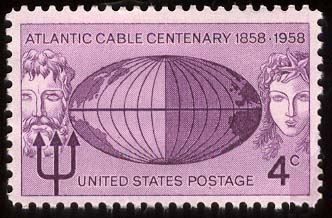
Amerykański znaczek pocztowy upamiętniający oddanie do użytku kabla transatlantyckiego.

Następnego lata Agamemnon i Niagara, po przeprowadzeniu prób w Zatoce Biskajskiej, podjęły kolejną próbę. Jednostki miały się spotkać pośrodku Atlantyku, gdzie dwie połówki kabla miały zostać połączone, po czym Agamemnon miał kłaść kabel płynąc w stronę wyspy Valentia, a Niagara robić to samo płynąc na zachód, w stronę wybrzeży Nowej Fundlandii. 26 czerwca rozpoczęto realizację tego planu i po połączeniu kabla jednostki zaczęły płynąć w przeciwne strony. Kabel jednak ponownie łamał się, pierwszy raz po położeniu mniej niż 5,5 kilometra, ponownie po położeniu ponad 100 km, a po raz trzeci po 370 km, po czym został porzucony przez obydwie jednostki.
Ekspedycja zawróciła do Queenstown, skąd 17 lipca zorganizowano następną wyprawę. Ponownie połączono kabel pośrodku Atlantyku 29 lipca 1858. „Niagara” przybyła do Trinity Bay na Nowej Fundlandii 4 sierpnia, a następnego ranka końcówkę kabla wyciągnięto na brzeg. Wyprawa „Agamemnona” była podobnie udana. 5 sierpnia przybił do wybrzeży Valentii, końcówkę kabla wyciągnięto na brzeg w Knightstown, a następnie podłączono do lokalnej sieci telegraficznej.

## Pierwszy kontakt

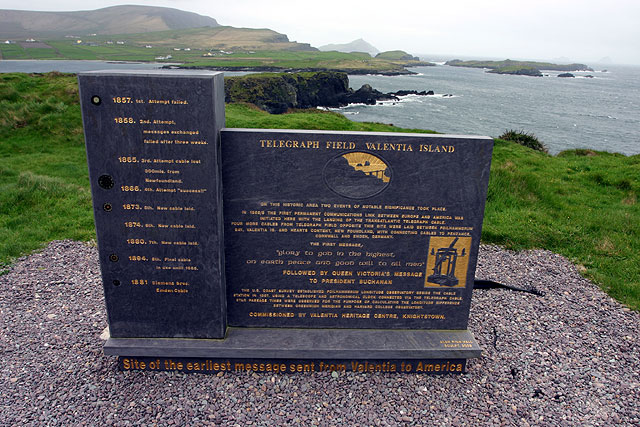
Telegraph Field na wyspie Valentia: Miejsce wysłania pierwszej wiadomości telegraficznej z Irlandii do Ameryki Północnej. W październiku 2002 na szczycie Foilhomerrum Cliff, w miejscu gdzie zaczynał swój bieg kabel transatlantycki, umieszczono pamiątkową tablicę, wykonaną z materiału pochodzącego z miejscowych kamieniołomów, którą zaprojektował zamieszkały na wyspie rzeźbiarz, Alan Hall. Upamiętnia ona historię telegrafu na Valentii i jego znaczenie dla wyspy od 1857

16 sierpnia królowa brytyjska Wiktoria wysłała telegram gratulacyjny do prezydenta USA Jamesa Buchanana przez kabel transatlantycki, w którym wyraziła nadzieję, iż będzie to „dodatkowa linia łącząca kraje, których przyjaźń oparta jest na wspólnym interesie i wzajemnym szacunku”. Prezydent odpowiedział, że „jest to większy tryumf, niż jakikolwiek odniesiony na polu bitwy, gdyż jest użyteczny dla całej ludzkości. Być może ta linia telegraficzna, z Bożą pomocą, przyczyni się do ustanowienia trwałego pokoju i przyjaźni między wieloma narodami i jest instrumentem danym nam przez Opatrzność do rozpowszechniania religii, cywilizacji, wolności i prawa na świecie.”
Wiadomości te wzbudziły entuzjazm po obu stronach Atlantyku. Następnego ranka w Nowym Jorku oddano salut ze 100 dział, ulice udekorowano flagami, dzwoniły kościelne dzwony, a nocą całe miasto było rzęsiście oświetlone. Kabel transatlantycki był w tych dniach tematem niezliczonych kazań oraz równie ogromnej porcji okolicznościowych wierszy.

## Rozczarowanie wielkimi ideami
Jednak już we wrześniu po kilku dniach intensywnego niszczenia izolacji kabel zawiódł. Reakcją na tę wiadomość był wstrząs. Sugerowano nawet, że kabel był mistyfikacją, na przykład poczynioną z myślą o spekulacji giełdowej.
Field był tym zdarzeniem bardzo zawiedziony. Był zdeterminowany podjąć prace nad przywróceniem połączenia, lecz opinia publiczna utraciła wiarę w sensowność projektu. Jego wysiłki na rzecz odtworzenia przedsiębiorstwa były bezskuteczne do roku 1864, kiedy to z pomocą Thomasa Brasseya i Johna Pendera udało się zgromadzić potrzebny kapitał. The Glass, Elliot and Gutta-Percha Companies połączyły się w Telegraph Construction and Maintenance Company (Telcon następnie wszedł w skład BICC), które to przedsiębiorstwo podjęło się produkcji i położenia nowego kabla.
Tymczasem zdobyto wiele doświadczeń. Długie kable położono na dnie Morza Śródziemnego oraz Czerwonego. Pozwoliło to udoskonalić projekt konstrukcji kabla. Jego rdzeń stanowiło siedem skręconych bardzo lekkich miedzianych pasów o masie 73 kg/km, owiniętych materiałem izolacyjnym wykonanym z mieszanki Chattertona (3 części gutaperki, jedna kalafonii i jedna dziegciu), a następnie czterema warstwami gutaperki przedzielonymi cienkimi warstwami z mieszanki Chattertona. Cała konstrukcja rdzenia miała masę 98 kg/km. Rdzeń owinięto konopiami moczonymi w specjalnym roztworze, nadającym im trwałość, a na nie z kolei nawinięto spiralnie osiemnaście stalowych pasów, każdy otoczony pięcioma warstwami abaki, także poddanej konserwacji. Cały kabel ważył 980 kg/km, niemal dwa razy tyle co kładziony poprzednio.

## Great Eastern
Nowy kabel kładziony był ze statku Great Eastern. Jego przestronny kadłub zajmowały w tym rejsie trzy stalowe pojemniki, w których znajdowało się 4260 kilometrów kabla, a na pokładzie umieszczono urządzenia do jego kładzenia. Great Eastern opuścił Foilhommerum Bay na wyspie Valentia 15 lipca 1865. Próba zakończyła się niepowodzeniem 31 lipca, gdy ułożono już 1968 km kabla, złamał się on przy rufie statku i zgubiono jego koniec.
Great Eastern zawrócił do Anglii, gdzie Field przygotował następny projekt, zakładając Anglo-American Telegraph Company, by położyć nowy kabel w miejsce złamanego. 13 lipca 1866 Great Eastern zaczął kłaść kabel jeszcze raz. Mimo niesprzyjającej pogody, ekspedycja dotarła w gęstej mgle do Zatoki Trinity 27 lipca. Następnego ranka o dziewiątej wiadomości z Anglii cytowały słowa redaktora „Timesa”: „Dobra robota, powód do dumy dla naszego narodu, człowiek który tego dokonał zasługuje na uhonorowanie” obok „Podpisano traktat pokojowy między Prusami a Austrią”. Końcówkę kabla wciągnął na brzeg statek Medway. Posypały się gratulacje, a królowa Wiktoria ponownie wymieniła telegramy z prezydentem USA.

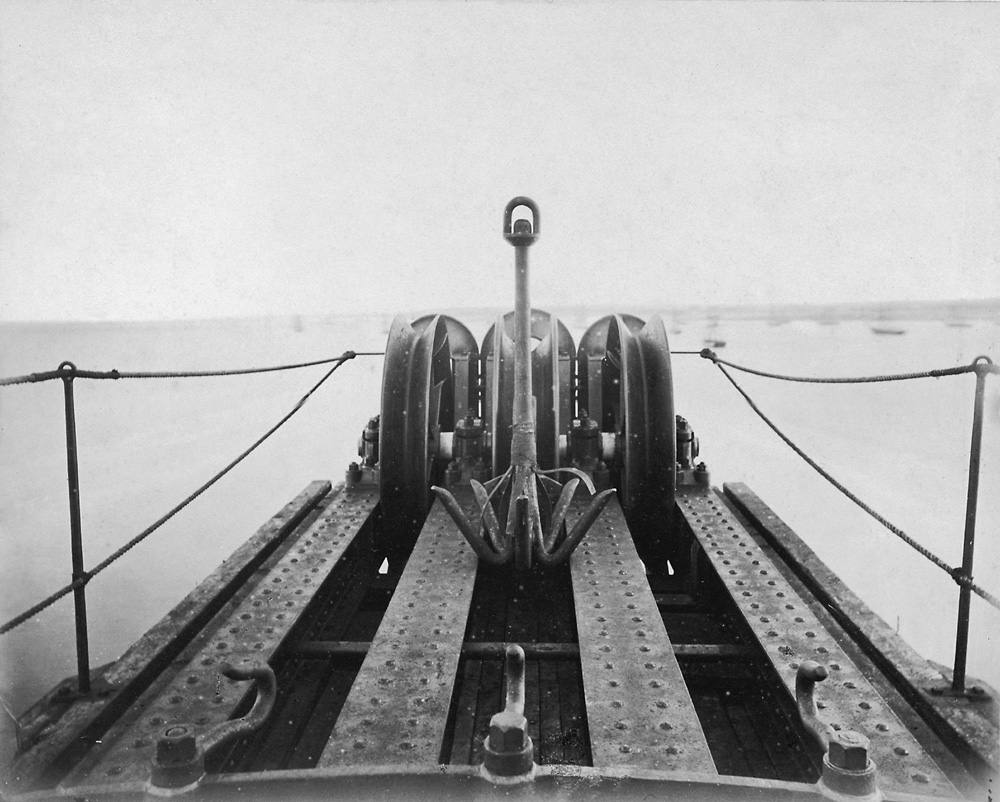
Urządzenie użyte do kładzenia kabla; "kotwiczka" na pierwszym planie- służyła do poszukiwań zerwanego kabla

9 sierpnia Great Eastern wysłano w morze ponownie, z zadaniem wyłowienia końcówki kabla zgubionej w 1865 i doprowadzenia go do Nowej Fundlandii. Załoga była zdeterminowana odnaleźć leżący dwa i pół mili pod wodą kabel. Great Eastern pływał powoli w okolicy, w której spodziewano się go odnaleźć, próbując wyłowić kabel kotwiczką na długiej linie. Nieoczekiwanie kabel został uchwycony i wydobyty nad wodę, lecz przy próbie wciągnięcia na pokład ześlizgnął się i znów zatonął. Znaleziono go dopiero następnej nocy, dwadzieścia sześć godzin trwało wciąganie go na pokład i zabezpieczanie przed ponownym zatonięciem. Końcówkę zaciągnięto do pokoju elektryków, którzy ustalili, że jest on podłączony i sprawny. Wszyscy na statku wiwatowali, a w niebo pofrunęły setki rakiet i rac. Odzyskany kabel połączono z nowym i 7 września doprowadzono do Heart’s Content na Nowej Fundlandii. Od tej pory Europę i Amerykę Północną łączyły dwa podmorskie kable telegraficzne.

## Szybkość komunikacji
Początkowo wiadomości przesyłał operator posługujący się alfabetem Morse’a, czyli seriami kropek i kresek. Przy użyciu kabla z 1858 odbiór był bardzo zły, a przesłanie pojedynczego znaku trwało nawet dwie minuty, co przekłada się na prędkość ok. 1/10 słowa na minutę i to pomimo użycia najnowszego wówczas wynalazku, bardzo czułego galwanometru zwierciadlanego.
Przesłanie pierwszej depeszy kablem z 1858 zajęło ponad 17 godzin. Dla kabla z 1866 przy znacznie poprawionej konstrukcji, jak również metodach transmisji osiągnięto prędkość ośmiu słów na minutę – ponad 50 razy wyższą niż dla kabla z 1858. Oliver Heaviside (który sformułował tzw. równania telegrafistów) i Mihajlo Idvorski Pupin kilkadziesiąt lat później odkryli, że przyczyną problemów był brak zrównoważenia między reaktancjami indukcyjną a pojemnościową, co można było naprawić przy użyciu stalowych taśm lub cewek. Dopiero w XX wieku przekroczono prędkość transmisji 120 słów na minutę. Mimo to Londyn stał się światowym centrum telekomunikacyjnym. Co najmniej jedenaście kabli rozchodziło się ze stacji Porthcurno nieopodal Land’s End, tworząc oplatającą świat pajęczynę.

### Przekaźniki
Oryginalny kabel pozbawiony był przekaźników, które mogłyby wzmacniać sygnał. Nie znano wówczas praktycznej metody ich zasilania. Ich zainstalowanie stało się możliwe po osiągnięciu postępu technologicznego.

## Kabel transatlantycki w kulturze
- W powieści Johna Griesemera z 2003 Signal & Noise opowiadającej o fikcyjnym projekcie znalazły się opisy prawdziwych zdarzeń, które miały miejsce podczas kładzenia kabla transatlantyckiego.
- Kabel transatlantycki jest jednym z punktów orientacyjnych dla Nautilusa w powieści Jules’a Verne’a Dwadzieścia tysięcy mil podmorskiej żeglugi.

## Inne nawiązania
- Powieść z 2006 roku Thunderstruck Erika Larsona rozważa projekt kabla transatlantyckiego jako część historii telekomunikacji, wiążąc ją z wynalazkiem Marconiego i wynalezieniem „telegrafu bez drutu”
- The Victorian Internet z 1998, autorstwa Toma Standage to historia pary wczesnych pionierów globalnej łączności, autor nazywa w niej utworzoną przez nich sieć połączeń telegraficznych „Wiktoriańskim Internetem”.
- Książka Fathoming the Ocean z 2005 autorstwa Helen Rozwadowski wiele miejsca poświęca opisowi kładzenia podmorskich kabli.